# Maintal zwischen Schweinfurt und Dettelbach
Maintal zwischen Schweinfurt und Dettelbach este o arie protejată (arie de protecție specială avifaunistică — SPA) din Germania întinsă pe o suprafață de 3.068,24 ha, integral pe uscat.

## Localizare
Centrul sitului Maintal zwischen Schweinfurt und Dettelbach este situat la coordonatele 49°55′44″N 10°11′00″E / 49.9289°N 10.1833°E.

## Înființare
Situl Maintal zwischen Schweinfurt und Dettelbach a fost declarat arie de protecție specială avifaunistică în septembrie 2006 pentru a proteja 77 de specii de animale.

## Biodiversitate
Situată în ecoregiunea continentală, aria protejată nu include niciun habitat protejat.
La baza desemnării sitului se află mai multe specii protejate de  păsări (77): lăcar-de-lac (Acrocephalus scirpaceus), fluierar de munte (Actitis hypoleucos), pescăruș albastru (Alcedo atthis), rață lingurar (Anas clypeata), rață mică (Anas crecca crecca), rață fluierătoare (Anas penelope), Anas platyrhynchos platyrhynchos, rață cârâitoare (Anas querquedula), fâsă-de-câmp (Anthus campestris), fâsă de luncă (Anthus pratensis), Ardea cinerea cinerea, Ardea purpurea purpurea, Ardeola ralloides ralloides, ciuf de câmp (Asio flammeus), rață-cu-cap-castaniu (Aythya ferina), rața moțată (Aythya fuligula), rață roșie (Aythya nyroca), buhai de baltă (Botaurus stellaris stellaris), Bucephala clangula, caprimulg (Caprimulgus europaeus), Charadrius dubius curonicus, chirichița cu obraz alb (Chlidonias hybrida), chirighiță neagră (Chlidonias niger), barză albă (Ciconia ciconia ciconia), barză neagră (Ciconia nigra), erete de stuf (Circus aeruginosus), erete cenușiu (Circus pygargus), cristeiul de câmp (Crex crex), lebădă de iarnă (Cygnus cygnus), lebădă de vară (Cygnus olor), ciocănitoarea de stejar (Dendrocopos medius), ciocănitoare neagră (Dryocopus martius), egretă albă (Egretta alba), egretă mică (Egretta garzetta), presură sură (Emberiza calandra), presură de munte (Emberiza cia), presură de grădină (Emberiza hortulana), șoim de iarnă (Falco columbarius), Falco peregrinus peregrinus, muscar-gulerat (Ficedula albicollis), Gavia arctica arctica, cufundar mic (Gavia stellata), Grus grus grus, codalb (Haliaeetus albicilla), capîntortură (Jynx torquilla), sfrâncioc roșiatic (Lanius collurio), sfrâncioc mare (Lanius excubitor excubitor), ciocârlie de pădure (Lullula arborea), privighetoare (Luscinia megarhynchos), Luscinia svecica cyanecula, gaia neagră (Milvus migrans), gaia roșie (Milvus milvus), codobatura galbenă (Motacilla flava), Nycticorax nycticorax nycticorax, pietrar sur (Oenanthe oenanthe), grangur (Oriolus oriolus), vultur pescar (Pandion haliaetus), viespar (Pernis apivorus), cormoran mare (Phalacrocorax carbo carbo), bătăuș (Philomachus pugnax), ciocănitoare verzuie (Picus canus), Platalea leucorodia leucorodia, ploier auriu (Pluvialis apricaria), Podiceps cristatus cristatus, Podiceps grisegena grisegena, Podiceps nigricollis nigricollis, Porzana parva parva, cresteț pestriț (Porzana porzana), mărăcinar (Saxicola rubetra), pescăriță mare (Sterna caspia), chiră de baltă (Sterna hirundo), Sterna paradisaea, chiră de mare (Sterna sandvicensis), turturică (Streptopelia turtur), silvie de câmp (Sylvia communis), Tachybaptus ruficollis ruficollis, nagâț (Vanellus vanellus).